# Mumetaal
Mumetaal is een nikkel-ijzer legering (77% nikkel, 15% ijzer en de rest koper en molybdeen) die een zeer hoge magnetische permeabiliteit heeft, waardoor het materiaal erg geschikt is als afscherming tegen magnetische velden. Het wordt bijvoorbeeld toegepast in muziekcassettes, waar het zich bevindt achter het borsteltje dat tegen de afspeelkop drukt. De naam van de legering verwijst naar de Griekse letter μ, die voor permeabiliteit gebruikt wordt.
Mumetaal vereist een speciale warmtebehandeling - ontharding in een atmosfeer van waterstof - die de magnetische permeabiliteit met een factor 40 doet toenemen. Dit proces verandert de kristalstructuur van het materiaal door het rangschikken van de korrelstructuur en het verwijderen van onzuiverheden (voornamelijk koolstofvervuilingen). Mechanische handelingen kunnen de korrelstructuur van het materiaal beschadigen, wat leidt tot een verlies in permeabiliteit op de beïnvloede plekken, die weer kan worden hersteld met behulp van waterstof-ontharding.